# Lucius Vitellius (zoon)
Lucius Vitellius († 69 na Chr.) was een Romeins politicus. Hij was de jongere broer van Aulus Vitellius, die in het vierkeizerjaar korte tijd keizer was.
In 48 na Chr. was Lucius Vitellius consul suffectus, waarbij hij zijn broer Aulus opvolgde. Hun vader, die eveneens Lucius Vitellius heette en een gezien man was in Rome, was in dat jaar censor samen met keizer Claudius. Een jaar later scheidde Lucius van zijn vrouw Iunia Calvina en huwde hij Triaria. In 61/62 bekleedde Vitellius het ambt van proconsul in de provincia Africa, opnieuw als opvolger van zijn broer.
In het vierkeizerjaar was Lucius in Rome. Samen met andere senatoren zou hij keizer Otho naar Mutina begeleiden. Na de Eerste Slag bij Bedriacum, waarbij de troepen van zijn broer Aulus Vitellius Otho aanvielen (14 april 69), haastte Lucius zich echter naar Lugdunum, waar zijn broer Aulus zich ophield.
Terwijl Aulus zelf streed tegen Vespasianus, die door de legioenen in het oosten tot keizer was uitgeroepen, trok Lucius in opdracht van zijn broer met zes legioenen naar Campanië, waar hij de stad Tarracina veroverde en verwoestte. Intussen was Aulus Vitellius als keizer afgezet en ter dood gebracht. Op de terugtocht van Tarracina naar Rome werd ook Lucius door Vespasianus' troepen gevangengenomen en later geëxecuteerd.